# Vidal Modiano
Pour les articles homonymes, voir Modiano.
Vidal Modiano, né le 18 février 1888 à Salonique (Empire ottoman, à l’époque de sa naissance) et mort le 27 octobre 1971 à Paris, est un chirurgien français. Il est président du Conseil représentatif des institutions juives de France (CRIF) de 1950 à 1969. Il succède à Léon Meiss. Il est cofondateur de l’Union des Israélites Saloniciens de France (U.I.S.F.) devenue ultérieurement Union des Israélites Sépharades de France.

## Biographie

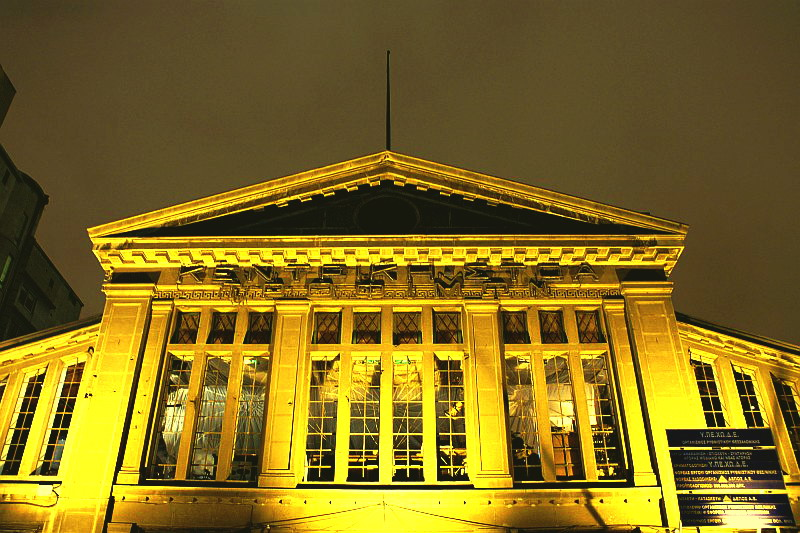
Le marché Modiano, à Thessalonique

### Salonique
Vitale Salvatore Modiano est né le 18 février 1888 à Salonique, alors partie de l'Empire ottoman. La famille Modiano (Modiliano/Modillano) est une famille juive, qui trace ses origines à Salonique jusqu'au XVIe siècle. Ses parents, comme tous les Modiano, sont italiens. Son père est Salvatore (Yeshua) Modiano (1858-1905) et sa mère Buena Modiano (née Modiano), née le 15 août 1869 à Salonique est morte à Auschwitz en 1943.
Jusqu'à l'âge de 13 ans, Vitale fréquente l'école française à Salonique. Puis son père contracte la tuberculose. Ses médecins lui ayant conseillé de se faire soigner dans un sanatorium de montagne, il choisit Pau dans le sud-ouest de la France, dans les Basses-Pyrénées. Sa famille l'y rejoint. Le jeune Vitale termine l'école après que son père soit mort en 1905, et entame des études de médecine, d'abord à Montpellier, puis à la Faculté de médecine de Paris.
Vidal Modiano passe son doctorat, et après son stage, il devient un chirurgien.

### Première Guerre mondiale
En 1914, à l'âge de 26 ans, il est nommé chirurgien de l'hôpital italien, situé au Quai d'Orsay, dont l'Italie avait fait don à la France pour l'aider dans ses efforts de guerre. Lorsque l'Italie rejoint la guerre un an plus tard au côté de l'Entente, le docteur Vidal Modiano est nommé chirurgien-major dans l'armée italienne. Ses services lui valent la Légion d'honneur (à titre militaire). Le roi d'Italie, Victor-Emmanuel, lors d'une visite a l’hôpital, en décembre 1918, le fait chevalier de l'Ordre de la Couronne d'Italie.
Démobilisé en 1918, il épouse Blanche Besson. La cérémonie religieuse est célébrée a l’hôpital du gouvernement italien par le rabbin Emmanuel Weill, le dimanche 11 août 1918. Ils ont une fille, Esther (Ziza), née en 1920, et un fils Henri, né en 1932.

### Paris

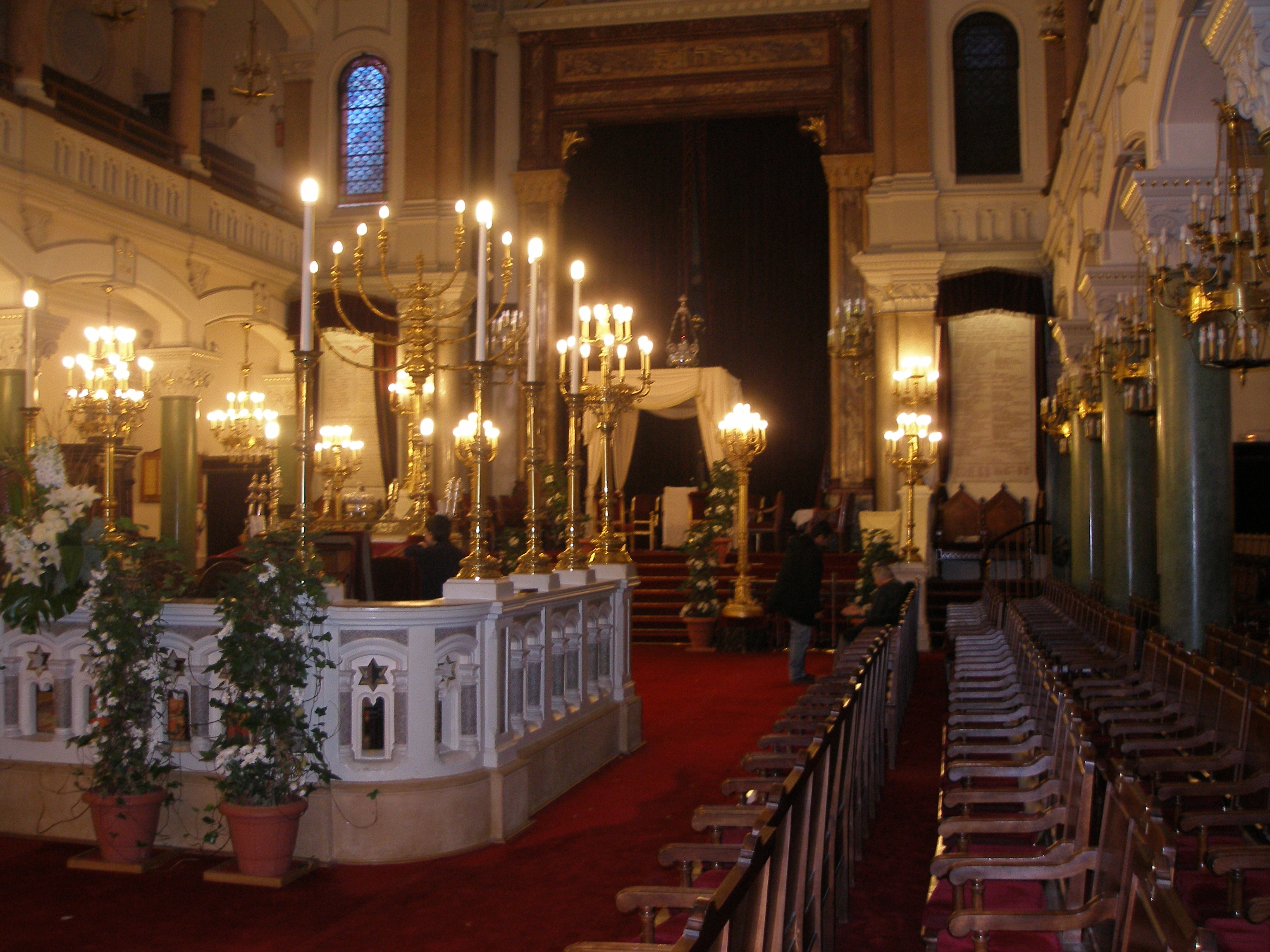
La Synagogue Buffault, à Paris 17e

Vidal Modiano poursuit deux carrières à Paris, à partir de 1918 jusqu'à sa mort en 1971: la chirurgie, et la politique sioniste. En 1920, il fonde l'Union des Israélites Saloniciens de France, dont le siège est au 18 rue La Fayette, qui devient par la suite l'Union des Israélites Sépharades de France (U.I.S.F.) et dont le siège est rue Puvis-de-Chavannes. Il est l'instigateur de la création, en 1929, d'une nouvelle synagogue sépharade, celle de la rue Saint-Lazare.
Dans le domaine de la politique, il est un sioniste passionné. Dans les années entre les deux guerres, il est devenu l'ami et le pilier de Chaim Weizmann et David Ben-Gurion en France. Il est président de l'Organisation sioniste de France. De 1940 jusqu'à son arrestation en 1943, il milite contre les lois anti-juives du régime de Vichy.
Vidal Modiano décline l'offre du général Franco, transmise par l'ambassadeur d'Espagne, de lui donner la nationalité espagnole, au titre de dirigeant des juifs sépharades.

### Seconde Guerre mondiale
Vidal Modiano est arrêté en 1943, incarcéré à Lyon, puis à Drancy et finalement au camp d'Austerlitz. Sa mère, âgée de 74 ans, dont la dernière adresse est à Villa Rose de Mai à Juan-les-Pins (Alpes-Maritimes)est arrêtée à Thonon le 21 septembre 1943, déportée le 20 novembre (convoi 62), et assassinée à son arrivee à Auschwitz le 25 novembre,. Sa fille Esther meurt à l’âge de 30 ans des suites de son arrestation et emprisonnement par les Allemands.

### Après la Seconde Guerre mondiale
Pour la défense des Juifs, Vidal Modiano met en place, à partir de 1943, avec Léon Meiss, le CRIF (Conseil représentatif des israélites de France, renommé ensuite Conseil représentatif des institutions juives de France), qui est devenu le bras politique de la communauté juive. Léon Meiss en est son premier président jusqu'en 1950, et Vidal Modiano lui succède, de 1950 à 1969.
Il est élu, en 1966, au Conseil d'administration du Congrès juif mondial, à côté de son ami Nahum Goldman.